# Monasterio cisterciense de la Inmaculada Concepción (Córdoba)
El monasterio cisterciense de la Inmaculada Concepción o del Císter es un convento católico ubicado en la ciudad de Córdoba (España).

## Historia y descripción
En la calle Carbonell y Morand se levanta este edificio perteneciente a la orden benedictina y dedicado a la Purísima Concepción, fundado en 1725. Su iglesia barroca está profundamente decorada, con planta de nave única con crucero. La fachada de piedra se desarrolla en dos cuerpos, rematado el segundo por frontón curvo y hornacina con la imagen de la Inmaculada. Posee un interesante altar mayor de madera tallada y dorada del siglo XVIII, presidido en el ático por una obra pictórica de la virgen de la Concepción.

### Breve historia de la comunidad
La iniciativa de una fundación monástica en el siglo XVII responde, generalmente, a fines de orden devocional y social: el aumento del culto divino y la salvación del alma se unen al afán de prestigio social, y en los conventos femeninos, al deseo de seguridad material y moral para las mujeres de la familia.
La fundación del monasterio del Císter obedece a esas motivaciones de su tiempo y a la personalidad de su fundador: Don Luis Fernández de Córdoba. Hijo del señor de Guadalcázar, sacerdote como sus hermanos Fadrique y Andrés.
En febrero de 1583 toma posesión como deán de la catedral de Córdoba.
El Císter no fue su primer contacto con los movimientos de reforma. Junto con su hermano Fadrique consiguieron del Obispo y del municipio las licencias necesarias para la fundación del convento Carmelita de Nuestra Señora de la Caridad en su villa de Guadalcázar.
Como deán del cabildo cordobés la Santa Sede encomienda a don Luis varios asuntos delicados, de las que suponemos salió airoso, tanto que en 1597 el nuncio le confía la misión de visitar Santa María de las Huelgas, su Hospital Real y sus monasterios filiales. La experiencia le proporcionó un cercano de la orden cisterciense, solicitándole el propósito de fundar en su villa natal de Guadalcázar un monasterio de monjas bernardas.
A este fin el deán conservó celosamente los documentos de su visita.El 1 de diciembre de 1620 el licenciado Antonio Baena, en nombre don Luis Fernández de Córdoba, pide licencia al obispo de Córdoba, fray Diego de Mardones, para fundar un convento de monjas en la villa de Guadalcázar. 
En el año 1621, Don Francisco de Córdoba, Duque de Cesa, solicitó a su pariente don Luis Fernández de Córdoba, Obispo de Málaga cinco Monjas para fundar un Monasterio de Monjas Cistercienses Descalzas en Guadalcázar a cuatro leguas de Córdoba.
Don Luis Fernández de Córdoba elegido Arzobispo de Sevilla, muere antes de la fundación, que por ello y otras circunstancias se demora.
La fundación se lleva a cabo siendo Obispo de Córdoba don Francisco de Alarcón, con la colaboración del Ministro General del Orden Descalzo de la Santísima trinidad Fray Pedro de la Ascensión, quien fue a Málaga y se entrevistó con don Francisco de Céspedes, visitador.
Nuestras Fundadoras fueron: Madre Sor María de la Santísima Trinidad de 45 años( Abadesa), 30 de religión en compañía de Josefa de San Ildefonso, Antonia de San Bernardo, Elvira de San José y sor Agustina de San Buenaventura (freila ).
Salieron de Málaga el 17 de septiembre de 1650; y ya en Córdoba se hospedaron en el convento de Santa Marta, durante un mes, mientras concluían la obra de Guadalcázar; donde pasaron el 17 de octubre de 1650.
A la incipiente se incorporaron muy pronto varias mujeres.
El claustro por motivos económicos y de salubridad la comunidad de Císter tuvo que gestionar su traslado a la ciudad de Córdoba, con apenas tres años de estancia en Gualdacázar, empezando desde entonces su larga y fructífera historia espiritual en el Monasterio Cisterciense de la Inmaculada Concepción de Córdoba, conocido siempre como el Convento del Císter, aunque también exista el también cisterciense Monasterio de la Encarnación (Córdoba).
A mediados de los años 70 del siglo XX se fundó en el convento la "Hermandad Sacramental, Seráfica y Cisterciense de Capataces y Costaleros de la Santa Cruz y Cofradía de Nazarenos del Santísimo Cristo de la Conversión, Nuestro Padre Jesús de la Sangre en el Desprecio del Pueblo, Nuestra Señora Reina de los Ángeles en sus Misterios Gozosos y Dolorosos y San Juan Evangelista", conocida por ello como la "Hermandad del Císter", aunque también se la conoce como "Hermandad de La Sangre". A finales de los años 90, debido a la reforma de las normas monacales que trajeron consigo una modificación del espacio de clausura en la Iglesia Conventual, la hermandad tuvo que dejar su sede fundacional y trasladarse al cercano Convento del Santo Ángel de Padres Capuchinos, aunque nunca se perdió la relación y colaboración con las Madres Cistercienses, madrinas de la Cofradía y de sus imágenes titulares.
A lo largo de sus casi 4 siglos, han morado en el convento mujeres que con gran tesón, a pesar de las limitaciones propias han ido y vamos buscado a Dios, tal como quiere el Patriarca Benito para los que emprenden este “fortísimo género de los cenobitas“.(RB 1,13)
En los últimos años conservaba una comunidad de 12 miembros, que intentaban seguir las huellas de las hermanas que nos precedieron, tras los pasos de Cristo Buen Pastor, Hijo del Padre Eterno en unidad del Espíritu Santo, arropadas por la intercesión y ejemplo de la mujer creyente María de Nazareth.
A mediados de 2017, debido al alto número de madres cistercienses de avanzada edad que tenía la comunidad, se decidió el traslado de las mayores al Convento-Residencia de Madres Ancianas de Toledo, mejor adaptado para ellas y las más jóvenes serían trasladadas al otro convento cisterciense de la Encarnación de Córdoba y a otros conventos.
La Orden del Cister decidió buscar alguna orden a la que cederle el convento para que siguiera teniendo vida, culto y mantenimiento, encontrando en un principio a la orden de "Hermanas de María Stella Matutina" para hacerse cargo del convento, pero debido a que las características de las dependencias del mismo no se adaptan adecuadamente a las necesidades de esta nueva orden, se buscó otra solución. 
Finalmente, a principios del verano de 2017 se dio a conocer que la orden masculina de "Esclavos de la Eucaristía y Santa María Virgen", que hasta ahora se encontraba en la "Ermita de Nuestra Señora de la Salud", se trasladará al histórico Convento del Císter para hacerse cargo del mismo y mantener su vida espiritual.
También la "Hermandad de La Sangre o El Císter" volverá a la que fue su sede fundacional, pues tendrá cedidas unas dependencias donde podrá establecer su Casa de Hermandad, aunque seguirá establecida canónicamente en el Convento Capuchino del Santo Ángel.
De esta forma, aunque por un tiempo haya dejado la Orden del Císter de ocupar su histórico convento (nunca se sabe si en un futuro podrían volver), el convento seguirá teniendo vida física y espiritual, manteniendo tanto el histórico y artístico edificio, como su fin religioso por los hermanos esclavos de la eucaristía y también el recuerdo y espíritu cisterciense por la "Hermandad del Císter".